# Bandja Sy
Bandja Sy (Parigi, 30 luglio 1990) è un cestista francese.
È fratello di Amara, Mamoudou e Mamadou, a loro volta cestisti.

## Palmarès
- Match des Champions: 1

ASVEL: 2016
- Coppa di Serbia: 2

Partizan Belgrado: 2018, 2019
- Liga catalana: 1

Andorra: 2020
- Coppa di Francia: 1

Paris: 2024-2025
- Leaders Cup: 1

Paris: 2024
- Eurocup: 1

Paris: 2023-2024